# Rapotín
Obec Rapotín (německy Reitendorf) se nachází v okrese Šumperk v Olomouckém kraji. Žije zde přibližně 3 300 obyvatel.

## Název
Původní jméno vesnice bylo Reipotendorf ("Reipotova ves") odvozené od osobního jména Reipot(o), domácké podoby jména Raginbald. Od 16. století se v němčině užívala zkrácená podoba Reitendorf. Do češtiny bylo jméno přejato jako Rejpotín, z něhož se hláskovými změnami vyvinulo Repotín. V jeho základu bylo mylně viděno osobní jméno Rapota (českého nebo možná německého původu), podle něhož bylo jméno vsi upraveno na Rapotín.

## Historie
První písemná zmínka o obci pochází z roku 1391. Důležitou událostí v historii obce bylo přemístění skláren z Anína u Koutů nad Desnou v roce 1829. Sklárnu koupil v roce 1857 vídeňský obchodník J. Schreiber, který ji výrazně rozšířil. Od roku 1958 bylo hlavním produktem skláren osvětlovací sklo, jehož výroba byla ukončena v roce 2008. Od 1. ledna 1985 do 23. listopadu 1990 byla obec součástí města Šumperk.

## Obecní správa
Od 1. ledna 1976 do 31. prosince 1984 k obci patřily Rejchartice.

## Pamětihodnosti
V katastru obce jsou evidovány tyto kulturní památky:
- Kostel Nanebevzetí Panny Marie – novogotická stavba z roku 1874; Jako dominanta obce byl v roce 2006 vyhlášen kulturní památkou
- Kaple svatého Michala – drobná památka barokní architektury z druhé poloviny 18. století
- Sklárny (založeny v roce 1820), starý trakt (před vstupem do závodu) – až do okupace středisko protinacistického odporu
- Boží muka (v zahradě čp. 56) – vyhlášena památkou v roce 2007[10]

### Další památky
- Sloup a socha Panny Marie
- Misijní žulový kříž z roku 1896
- Pamětní deska padlým za první světové války na kostele Nanebevzetí panny Marie
- Barokní rám obrazu z kaple sv. Michala
- Boží muka – památka na čarodějnické procesy
- Budova skláren
- Kamenný kříž u hřbitova
- Mramorový kříž, Družstevní 112
- Pískovcový kříž, Farská
- Dřevěný kříž – Za Hutí
- Mramorový kříž – Jesenická
- Památný strom – U Pomněnky
- Rychta č.p. 112
- Místo hromadného hrobu za VABem (ACC)
- Památník Hanse Kudlicha

## Zajímavosti
- Sklárna Rapotín – v roce 2021 bylo otevřeno muzeum sklárny
- Zemědělské muzeum

V letech 1949–1950 (?) v rapotínské sklárně pracoval reportér Michal Mareš coby politický vězeň.

## Fotogalerie

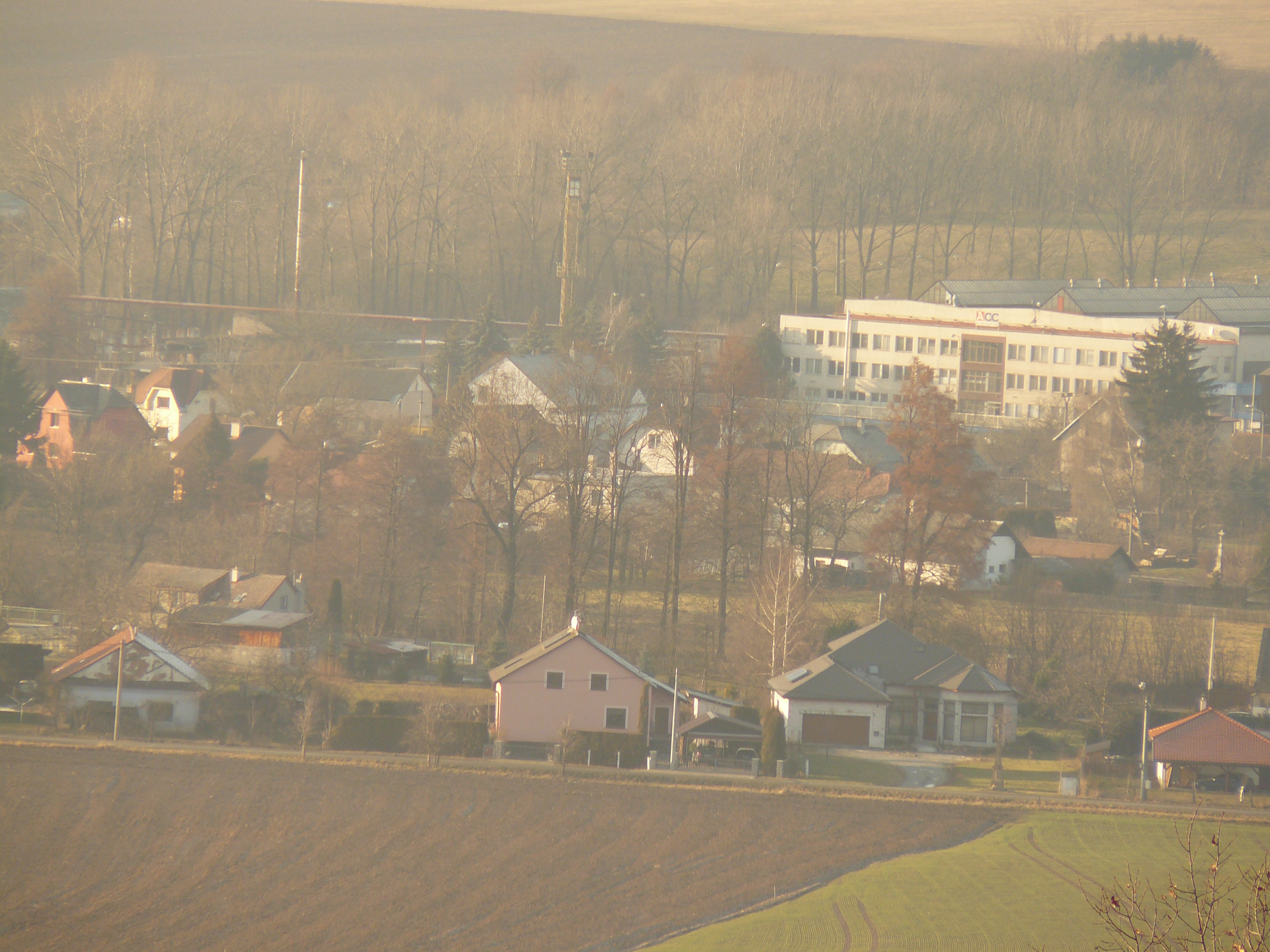
Pohled na dolní Rapotín
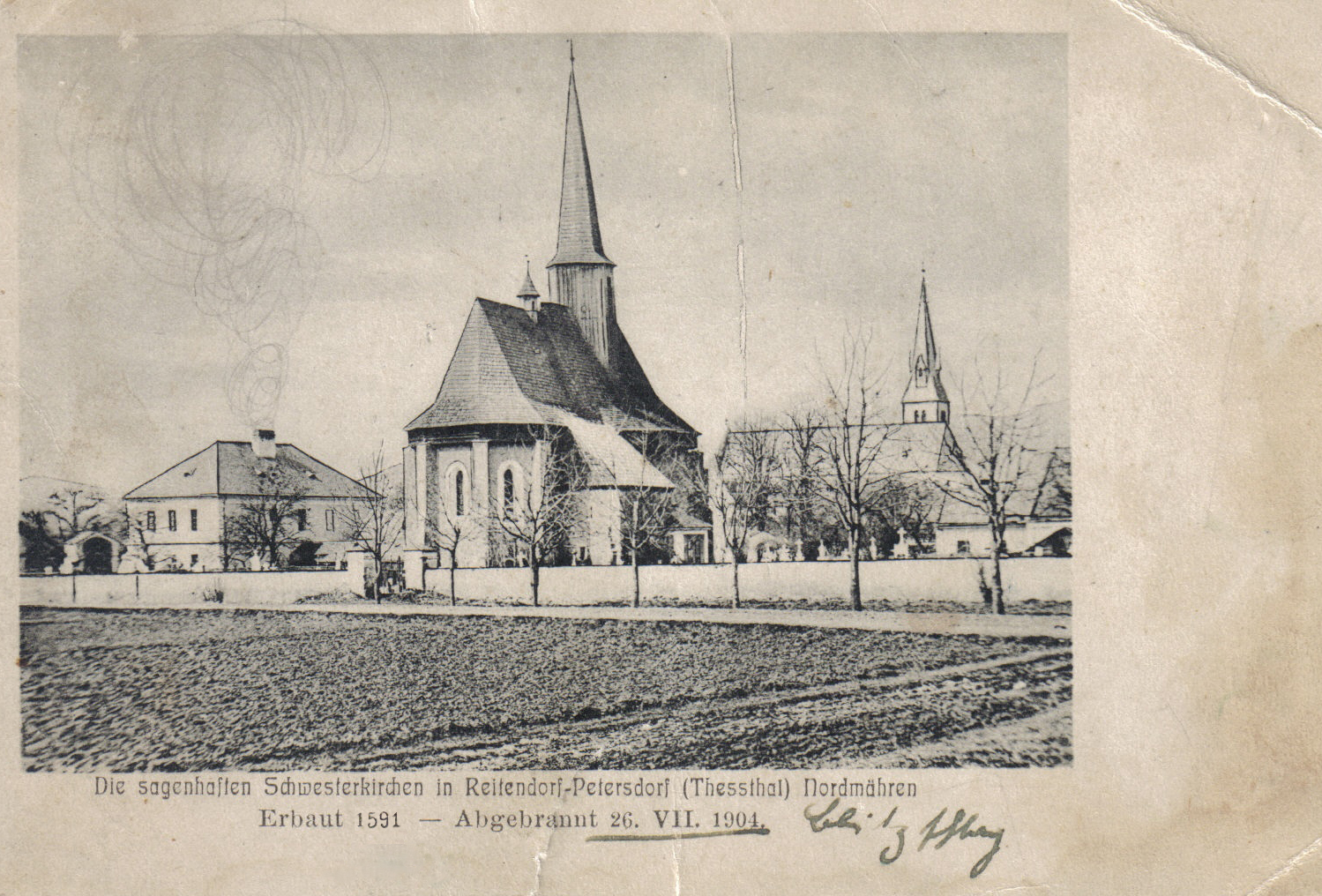
Kostel svaté Maří Magdalény. Postaven 1519, vyhořel 1904, Petrov nad Desnou
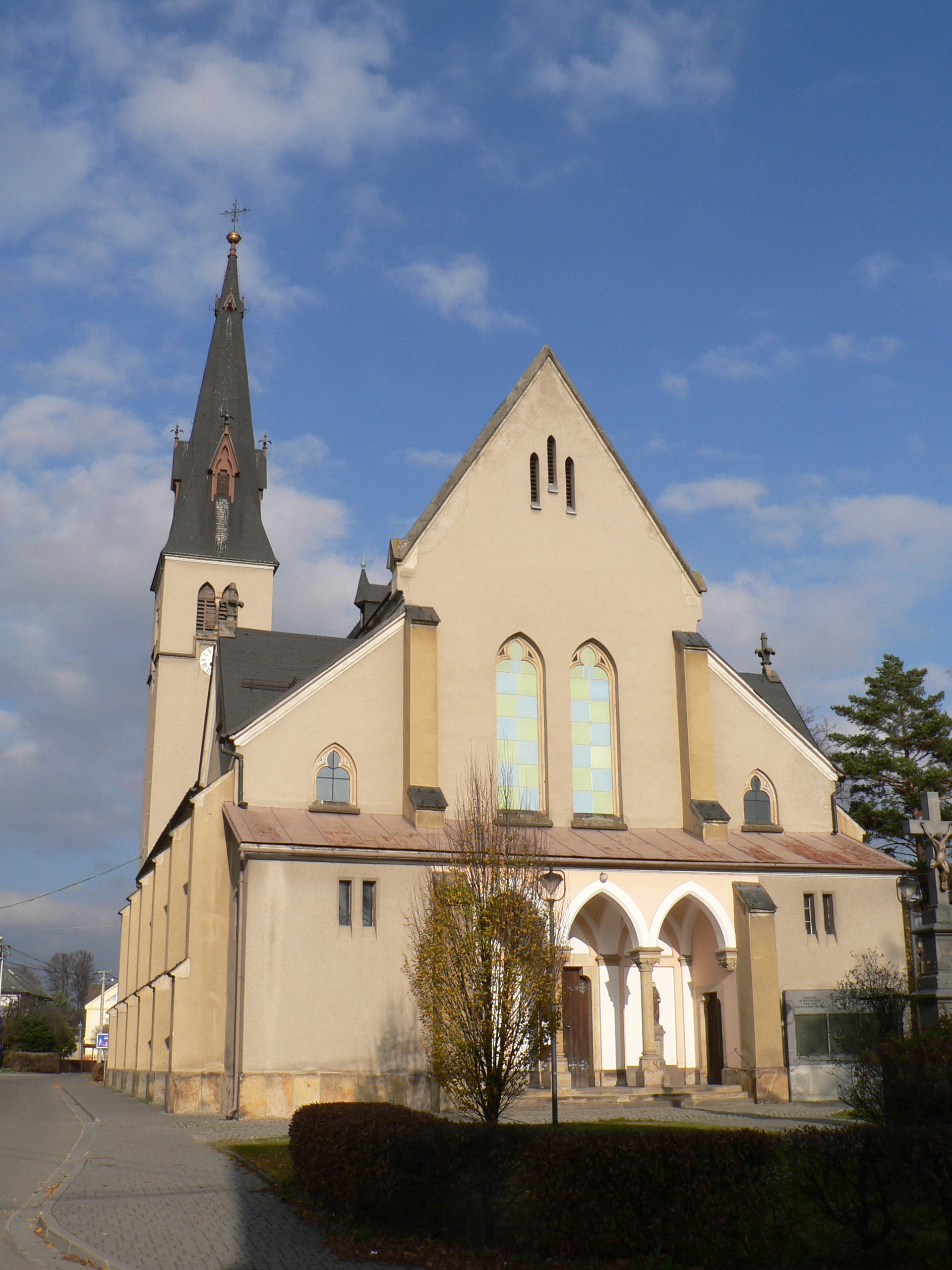
Kostel Nanebevzetí Panny Marie
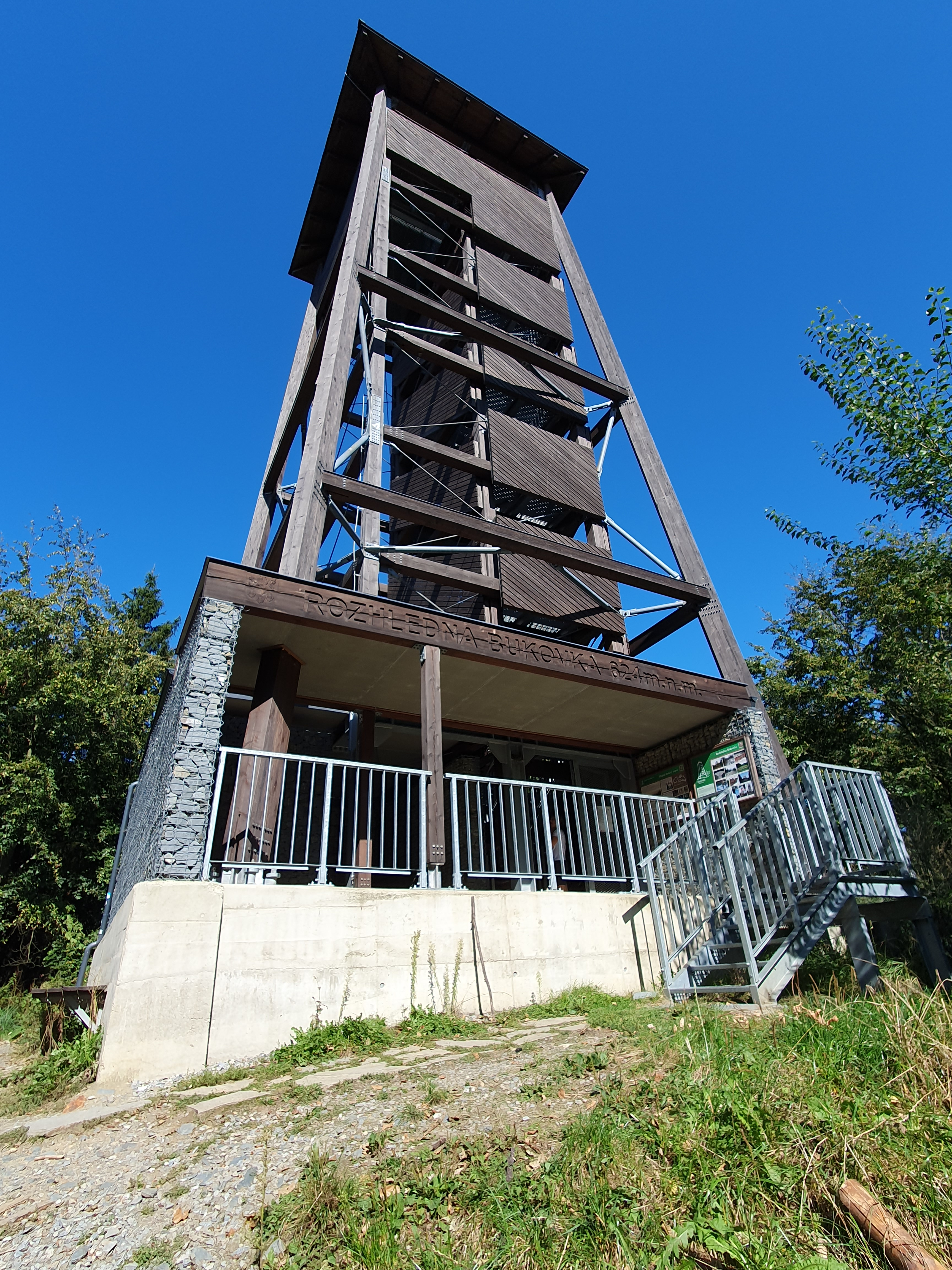
Rozhledna Bukovka
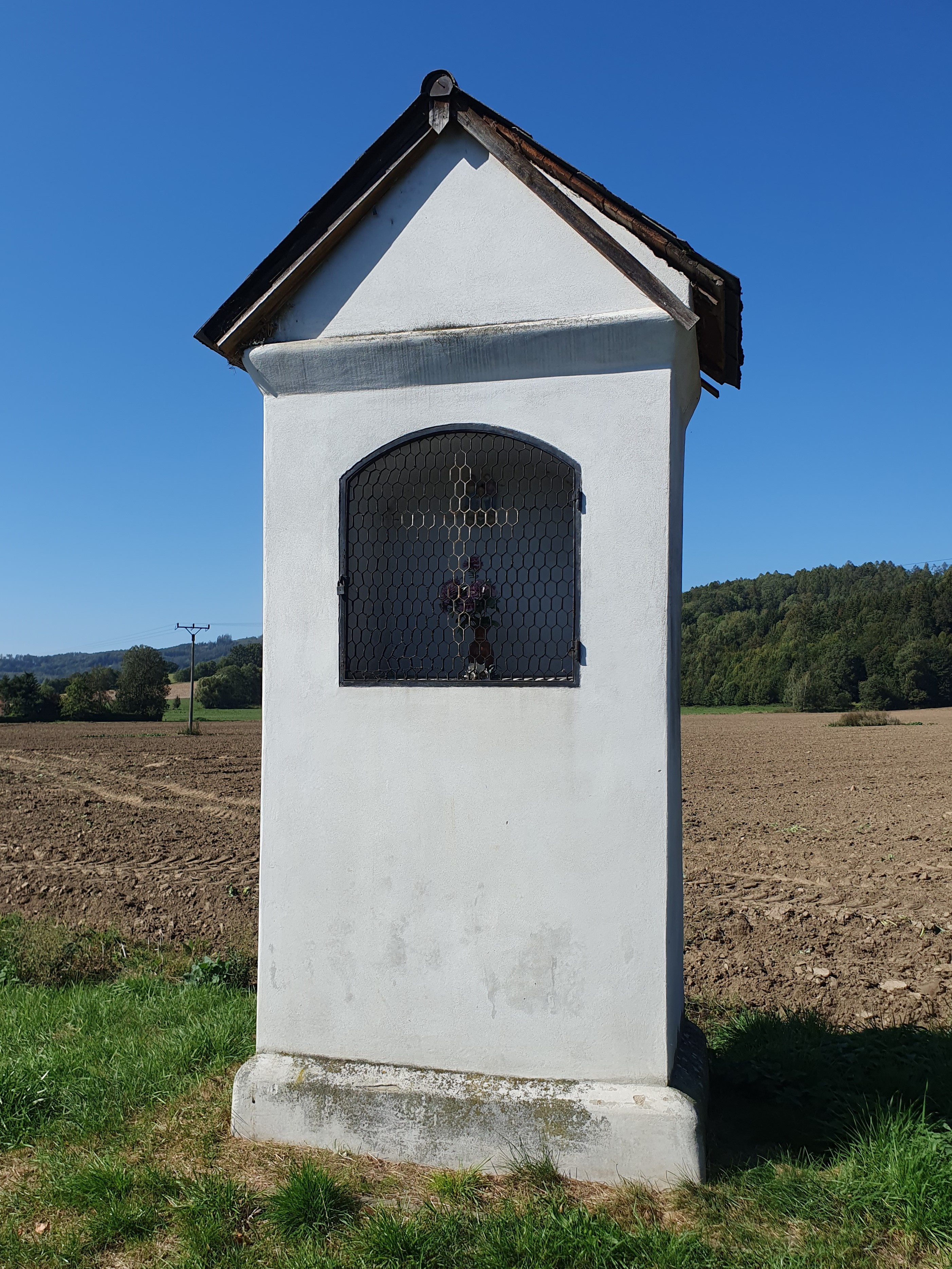
Švédská kaplička